# Mother Cabrini
Mother Cabrini è un film per la televisione del 2019 scritto e diretto da Daniela Gurrieri.
La pellicola, basata sulla vita della religiosa italo-statunitense Francesca Saverio Cabrini (1850–1917), che dedicò la propria opera agli italiani emigrati negli USA, è stata proiettata il 24 settembre 2019 presso la Camera dei deputati in concomitanza con la Giornata mondiale del Migrante e del Rifugiato e poi trasmessa su Rai 1 in prima TV il 6 gennaio 2021.